# Семичев, Пётр Иванович
Пётр Ива́нович Се́мичев (? — не ранее 1856) — командир 35-го егерского полка, командующий резервными дивизиями 6-го и 5-го пехотных корпусов, презус комиссии военного суда при Киевском ордонансгаузе, генерал-лейтенант.

## Биография
Точный год рождения Семичева не установлен. 24 февраля 1803 года он был произведён в офицеры и проходил службу в армейской пехоте. В 1819 году произведён в подполковники, 26 июня 1826 года назначен командиром 35-го егерского полка, которым командовал до 1 марта 1832 года; 1 июля 1828 года получил чин полковника, а в 1829 году был удостоен ордена Святого Георгия 4-й степени за 25 лет беспорочной службы в офицерских чинах.
Известный военный писатель А. И. Михайловский-Данилевский писал о Семичеве в бытность последнего командиром полка:

В Келелере расположен был 35-й Егерский полк; благоразумное поведение командира оного, полковника Семичева, поселило к нему в здешнем крае особенное доверие; турки и болгары соседственных деревень возвращаются в свои жилища, за исключением муллов и богатых турок, которые имели здесь поместья; он давал крестьянам волов для перевозки снопов с полей, и один болгар, ободренный ласковым его обращением, просил полковника, чтобы он его вола променял на другого казенного, который был более ростом: просьба его была удовлетворена. Бедная болгарка, возвращаясь на родину, несла свои пожитки, под тяжестью коих она изнемогала; Семичев, увидя сие, подарил ей лошадь

6 июля 1836 года Семичев был произведён в генерал-майоры; в следующем году его служба была отмечана пожалованием 3000 десятин земли. В 1840 году он был командующим резервной бригадой 3-й пехотной дивизии, а в 1844 году состоял при резервных войсках и был зачислен кандидатом на должность командира бригады.
Вскоре, однако, он получил другое назначение — командующим резервной дивизией запасных войск 6-го пехотного корпуса (на 1846 год); затем, состоя командующим резервной дивизией 5-го пехотного корпуса, 6 декабря 1848 года был произведён в генерал-лейтенанты.
Последней должностью Семичева стал пост председателя комиссии военного суда при Киевском ордонансгаузе (комендантском управлении) над чиновниками бывшей Балтской комиссариатской комиссии, на котором он значится в 1852—1856 годах.

## Награды
Семичев имел знак отличия за XLV лет беспорочной службы (1854 год) и был награждён рядом орденов, в их числе:
- Орден Святого Владимира 3-й степени (1828 год).
- Орден Святого Георгия 4-й степени (19 декабря 1829 года; № 4339 по кавалерскому списку Григоровича — Степанова).
- Орден Святой Анны 2-й степени (1830 год).
- Орден Святого Станислава 1-й степени (13 декабря 1841 года).